# Fort Constitution

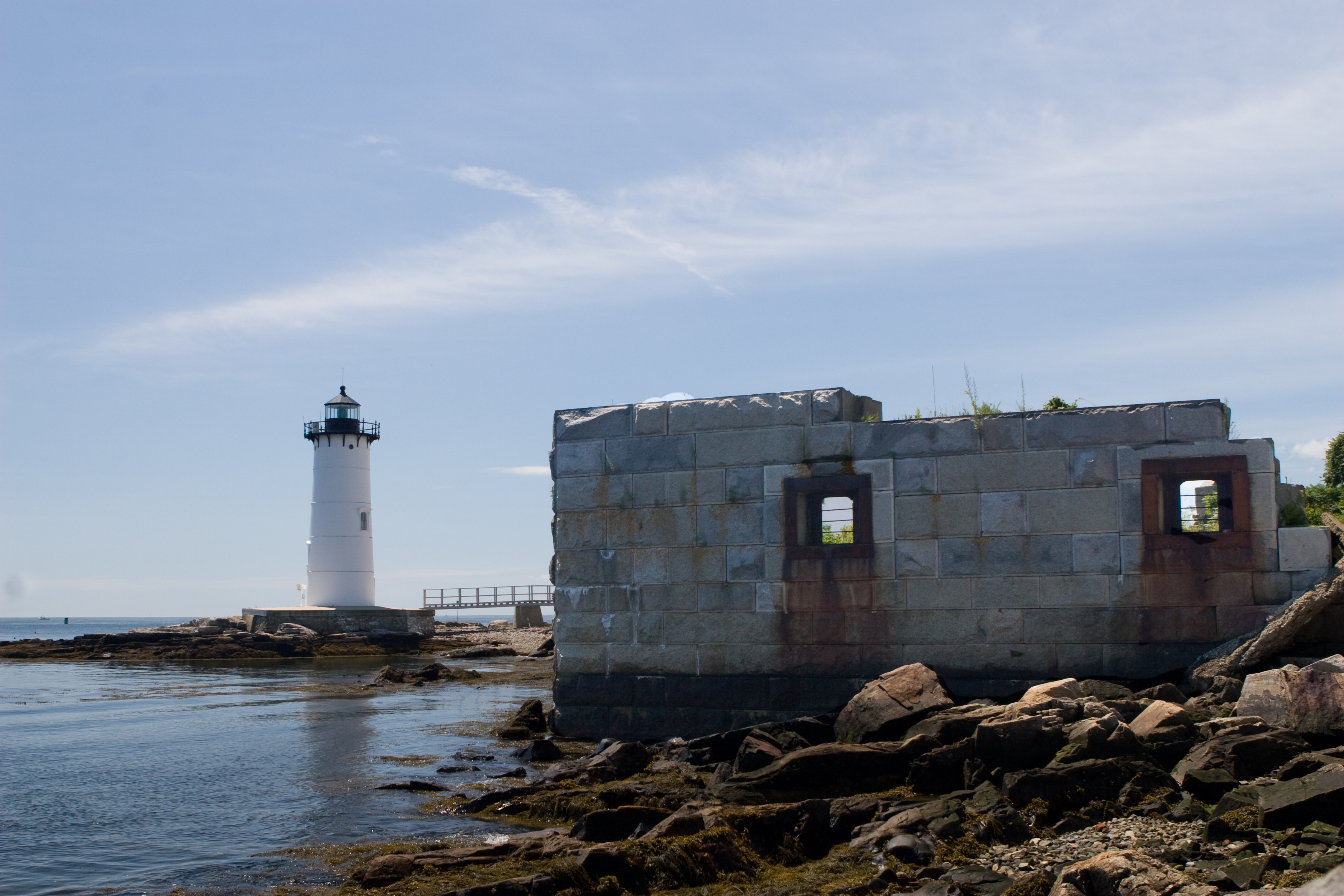
Fort Constitution und Portsmouth Harbor Light

Fort Constitution im heutigen US-Bundesstaat New Hampshire diente über 300 Jahre lang als militärische Einrichtung und war die wichtigste Festung in New Hampshire. Die Küstenbefestigung liegt auf einer Halbinsel im Nordosten von New Castle an der Mündung des Piscataqua River in den Atlantik. Die Ruinen des Forts sind heute eine State Historic Site.

## Geschichte
Fort Constitution war eines von insgesamt sieben Forts, die zum Schutz des Hafens und der Werft von Portsmouth erbaut wurden. Die anderen sechs Forts waren Fort Washington, Fort Stark und Fort Dearborn in New Hampshire sowie Fort Sullivan, Fort McClary und Fort Foster in Maine.

### Kolonialzeit
Die erste militärische Einrichtung zum Schutz des Hafens von Portsmouth war eine 1631 zum Schutz vor Angriffen des Piraten Dixie Bull errichtete Erdschanze mit vier Geschützen auf der Great Island genannten Halbinsel. Dieser ersten, Fort Point genannten Befestigung folgte der Bau eines hölzernen Blockhauses während des zweiten Englisch-Niederländischen Seekriegs im Jahr 1666. Während des King William’s War, des ersten der Franzosen- und Indianerkriege kamen 1692 Kanonen und weitere Ausrüstung als Verstärkung aus England, die in einer neuen, durch eine Brustwehr geschützte Befestigung aufgestellt wurden. Das Fort wurde nach dem damaligen englischen Herrscherpaar Fort William and Mary benannt und bestand aus einem etwa ein Meter hohen Erdwall und einer 1705 erbauten etwa zwei Meter hohen Mauer. Die 19 Kanonen standen auf hölzernen Plattformen und konnten durch Schießscharten feuern. Die Anlage wurde zwar mehrfach erneuert, bestand aber in dieser Form bis zum Amerikanischen Unabhängigkeitskrieg. Als erstes Leuchtfeuer wurde 1771 eine Laterne auf einem Holzmast installiert, die von der kleinen, in Friedenszeiten nur aus vier bis acht Soldaten bestehenden Besatzung des Forts gewartet wurde.

### Amerikanischer Unabhängigkeitskrieg
Seine größte historische Bedeutung hatte das Fort kurz vor Beginn des Unabhängigkeitskriegs. Im Dezember 1774 warnte Paul Revere aus Boston die Kolonisten in New Hampshire, dass die Briten Fort William and Mary wieder mit einer Garnison besetzen wollten. Daraufhin stürmten am 14. Dezember 1774 über 400 Kolonisten aus Portsmouth, Rye und New Castle unter Führung von John Langdon das Fort, überwältigten die aus einem Kommandanten und fünf Soldaten bestehende britische Besatzung und erbeuteten etwa fünf Tonnen Schießpulver. Anschließend entfernte eine zweite Gruppe unter Führung von John Sullivan 16 kleine Geschütze aus dem Fort. Der britische Gouverneur von New Hampshire, John Wentworth, forderte daraufhin Verstärkung aus Boston an. Am 17. Dezember erreichte die britische Sloop Canceaux das Fort, zwei Tage später folgte die 40-Kanonen-Fregatte Scarborough. Das Fort wurde von 100 britischen Marineinfanteristen besetzt. Nach Beginn der Kämpfe suchte Gouverneur Wentworth im Sommer 1775 mit seiner Familie zwei Monate lang Zuflucht im Fort, doch wegen der angespannten Lage räumten die Briten das Fort, und Wentworth und seine Familie verließen am 24. August 1775 mit der Scarborough das Fort Richtung Boston. Einen Monat später kehrte Wentworth für einen kurzen Besuch nach Fort William and Mary zurück und erließ eine Proklamation, doch damit endete die britische Herrschaft in New Hampshire. Die Miliz von New Hampshire unter John Sullivan zerstörte das, was die Briten nach ihrem Abzug noch hinterlassen hatten, und errichtete flussaufwärts Fort Washington und Fort Sullivan als neue Befestigungen zum Schutz des Hafens von Portsmouth.

### Fort Constitution
Nach Beendigung des Unabhängigkeitskriegs 1783 bezog eine kleine Garnison von sechs US-Soldaten das Old Fort at New Castle. Sie erneuerten das Leuchtfeuer und errichteten eine Unterkunft für sich. Anschließend wurde die Anlage mit sieben Küstengeschützen und sechs Feldgeschützen neu befestigt, so dass das Fort als Zollstelle für die Hafeneinfahrt nach Portsmouth dienen konnte. 1791 übergab der Staat New Hampshire das Fort und das Leuchtfeuer an die Vereinigten Staaten, die das Fort 1802 in Fort Constitution umbenannten. 1803 wurde ein neuer, 25 Meter hoher hölzerner Leuchtturm erbaut. 1808 wurden eine neue Umfassungsmauer, neue Pulvermagazine und zwei aus Ziegeln errichtete Kasernengebäude für 150 Soldaten erbaut. Die Bewaffnung des Forts sollte aus bis zu 36 Geschützen bestehen. Das Fort war jedoch nur in Kriegs- und Krisenzeiten besetzt, in Friedenszeiten wachte nur ein Aufseher über die Anlage. 1840 wurden die Außenmauern ausgebaut, doch die Anlage galt bereits gegen Mitte des 19. Jahrhunderts veraltet, so dass 1852 die Garnison abgezogen wurde und das Fort nur noch als Ausbildungslager genutzt wurde. Während des Sezessionskriegs wurden neue Parrot-Geschütze im Fort aufgestellt und die Anlage wieder mit einer ständigen Garnison besetzt.

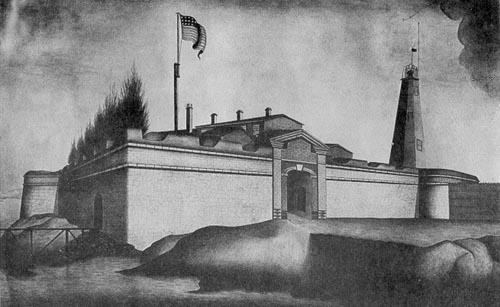
Fort Constitution zu Beginn des 19. Jahrhunderts

### Ausbau während des Sezessionskriegs
1862 begann die Nordstaaten mit dem Bau einer neuen Festung nach dem Third System nordöstlich des bisherigen Forts. Die Festung sollte aus dreistöckigen, aus Granit errichteten Kasematten bestehen und mit insgesamt 149 Geschützen bewaffnet werden. Durch den Kriegsverlauf wurde jedoch deutlich, dass gemauerte Befestigungen dem Artilleriebeschuss nicht mehr standhielten, so dass der Bau der Festung 1867 eingestellt wurde. 1874 wurde die Garnison abgezogen, nur ein Hausmeister blieb zum Unterhalt der unvollendete Anlage zurück. Im Gegensatz zu Fort Foster und Fort Stark wurden verschiedene Pläne für eine Modernisierung von Fort Constitution nicht oder nur ansatzweise umgesetzt. Nur der hölzerne Leuchtturm wurde 1878 durch einen neuen, heute noch bestehenden 15 Meter hohen gusseisernen Turm ersetzt.

### Endicott-Periode
Während des nach dem Kriegsminister Endicott benannten Bauprogramm wurden Fort Constitution sowie die Forts Stark und Foster ausgebaut. Im Verteidigungsfall sollte zum Schutz des Hafens die Zufahrten vermint werden, die Minenfelder und die Zufahrten sollten durch Küstenartillerie der Forts verteidigt werden.
Bei Fort Constitution wurde von 1897 bis 1899 neben dem veralteten Fort eine neue, Battery Farnworth genannte Küstenbatterie mit zwei 20,3 cm-Geschützen auf Betonbettungen errichtet, 1904 wurde sie durch eine Batterie mit zwei 7,6 cm-Schnellfeuergeschützen ergänzt. In dem alten Fort wurde ein Minenbunker gebaut und das Fort erhielt einen Bootssteg, um die Minen auf Boote verladen zu können. Zum ersten Mal wurde die Hafenzufahrt während des Spanisch-Amerikanischen Krieges 1898 vermint. Die veralteten Parrott-Geschütze wurden 1905 verschrottet. Durch Baumängel waren die Bunker und Magazine der Batterie Farnsworth jedoch ständig feucht und galten schon ab 1905 nicht mehr benutzbar.

### Erster und Zweiter Weltkrieg
Während des Ersten Weltkriegs wurden die 20,3 cm-Geschütze demontiert, um sie an der Westfront in Frankreich zum Einsatz zu bringen, sie wurden aber nicht mehr verschifft und in einem Arsenal eingelagert. In den alten Festungsmauern waren zuvor hölzerne Kasernenbauten für die Geschützbedienungen errichtet worden, die nach dem Krieg von der Nationalgarde genutzt wurden. Nach dem Ersten Weltkrieg wurde 1920 ein neues Feuerleitgerät für die Schnellfeuerbatterie sowie ein neuer Minenbunker gebaut. Ab 1922 war das Fort nur noch in Reservestatus und nicht mehr besetzt. 1938 wurde ein Teil der Festungsmauern des alten Fort aus der Bürgerkriegszeit abgetragen und als Uferbefestigung verwendet.

Während des Zweiten Weltkriegs wurden bei Fort Foster und Fort Dearborn neue Batterien errichtet. Die Hafeneinfahrt wurde wieder vermint und Fort Constitution diente als Minenlager. Nach dem Zweiten Weltkrieg übergab die Armee 1948 die Anlage an die Nationalgarde von New Hampshire, die es bis 1958 als Übungsgelände nutzte. 1961 wurde das Gelände dem Staat New Hampshire übertragen, am 2. Juli 1973 wurde die ehemalige Festung in das National Register of Historic Places aufgenommen.
Der Leuchtturm, Portsmouth Harbor Light, wurde 1934 elektrifiziert und 1960 automatisiert und dient weiterhin als Leuchtturm der Coast Guard.

## Heutiger Zustand
Das etwa ein Hektar große Gelände des Forts und des Leuchtturms werden heute als State Historic Site von der New Hampshire Division of Parks and Recreation verwaltet. Die noch vorhandenen Ruinen des Forts stammen von den beiden Anlagen aus dem 19. Jahrhundert und sind ganzjährig frei zugänglich. Die Betonbunker der Endicott-Phase sind überbaut oder wegen Baufälligkeit nicht zu besichtigen.